# Ngô gia văn phái
Ngô gia văn phái (chữ Hán: 吳家文派, thế kỷ XVIII - thế kỷ XIX) có 2 nghĩa:
1. Là một nhóm các nhà văn Việt Nam thuộc dòng họ Ngô Thì ở làng Tả Thanh Oai, huyện Thanh Oai, trấn Sơn Nam (nay thuộc huyện Thanh Trì, Hà Nội). Ngô Chi Thất và Ngô Trân là người đề xướng và dựng nên Văn phái, về sau được mệnh danh là Ngô gia văn phái, gồm 15 tác giả thuộc 9 thế hệ, trên dưới 200 năm, từ đầu thế kỷ thứ 17 đến đầu thế kỷ thứ 20.
2. Là tên một bộ sách tập hợp các tác phẩm của các thành viên trong Ngô gia văn phái. Bộ sách do Ngô Thì Trí đề xướng và khởi công biên soạn tập đầu tiên. Ngô Thì Điển làm công tác biên tập. Trong sách có 2 bài tựa, một là của Phan Huy Ích, hai là của Ngô Thì Trí. Đây là bộ sách có tính chất sưu tập nhằm nêu cao truyền thống văn hóa, văn học của dòng họ Ngô Thì, chứ không có tính chất một hợp tuyển hay một tổng tập của những tác giả cùng một trường phái, một khuynh hướng tư tưởng và sáng tác. Lúc đầu, chỉ gồm các tác giả từ Ngô Thì Ức đến Ngô Thì Điển, về sau được bổ sung thêm cho đến tác giả cuối cùng là Ngô Thì Giai, tổng cộng là 15 người, trong đó có nhiều tác giả nổi bật như Ngô Thì Sĩ, Ngô Thì Nhậm, Ngô Thì Hương,... Các tác phẩm đều bằng chữ Hán, bao gồm đủ các thể loại, nhiều nhất là thơ, rồi tới phú, truyện ký, tự, bạt, khải, biểu, tấu, sớ...Hiện có nhiều bản chép tay trong các thư viện, nhưng tương đối đầy đủ hơn cả là hai bộ sách mang ký hiệu A117a và VHv.1743 ở Thư viện Viện nghiên cứu Hán Nôm (Hà Nội).

## Thành viên
1. Ngô Thì Ức (1709-1736), hiệu: Tuyết Trai cư sĩ, là con trai của Ngô Trân. Ông là tác giả đầu tiên có tên trong Ngô gia văn phái. Tác phẩm chính của ông là: Nam trình liên vịnh tập (Tập thơ ngâm nối vần cùng bạn trên hành trình về phía Nam) và Nghi vịnh thi tập (Tập thơ vịnh thú sông Nghi)...............
2. Ngô Thì Sĩ (1726–1780), tự: Thế Lộc, hiệu: Ngọ Phong, là con trai trưởng của Ngô Thì Ức. Ông làm quan nhà Hậu Lê, trải đến chức Đốc trấn Lạng Sơn. Ngoài ra, ông còn là một danh sĩ nổi tiếng ở thế kỷ 18. Tác phẩm chính của ông là: Đại Việt sử ký tiền biên, Việt sử tiêu án, Khuê ai lục, Ngọ Phong văn tập...
3. Ngô Thì Đạo (1732-1802), hiệu: Ôn Nghị và Văn Túc, là con trai của Ngô Thì Ức. Năm Đinh Sửu (1757), ông đỗ Giải nguyên khoa Hoành từ, được bổ chức quan. Năm 1784, ông xin thôi việc. Sau này, triều Tây Sơn cho cho người mời ra làm quan, song ông cứ tìm cách thoái thác. Tác phẩm chính của ông là: Hoành từ Hiến sát Văn Túc công di thảo (Bản thảo để lại của ông Văn Túc đỗ khoa Hoành từ, giữ chức Hiến sát).
4. Ngô Thì Nhậm (1746–1803), tự: Hy Doãn, hiệu: Đạt Hiên, là con trai trưởng của Ngô Thì Sĩ. Ông làm quan nhà Hậu Lê và là một danh sĩ nổi danh. Ngoài ra, ông còn là người có công lớn trong việc giúp triều Tây Sơn đánh lui quân Thanh xâm lược. Tác phẩm chính của ông là: Hàn các anh hoa, Doãn thi văn tập, Yên đài thu vịnh, Hoàng hoa đồ phả, Cúc đường bách vịnh...
5. Ngô Thì Chí (1753–1788), tự: Học Tốn, hiệu: Uyên Mật, là con trai thứ hai của Ngô Thì Sĩ. Ông thi đỗ Hương tiến, làm quan đến chức Thiêm thư Bình chương Tỉnh sự, nhưng việc quan không phải là việc làm ông quan tâm. Tác phẩm chính của ông là: Học Phi thi tập, Học Phi văn tập và Hào mân khoa sứ. Ngoài ra, ông chính là người khởi đầu viết bộ tiểu thuyết lịch sử nổi tiếng Hoàng Lê nhất thống chí 17 hồi, mà 7 hồi đầu là do ông viết.
6. Ngô Thì Trí (1766-?), hiệu là Dưỡng Hạo, là con trai thứ sáu của Ngô Thì Sĩ. Dưới triều Tây Sơn, ông làm quan Hộ bộ Hữu thị lang, được phong tước Bính phong hầu. Năm 1802, nhà Tây Sơn bị diệt, Ngô Thì Trí về làm một người dân bình thường ở quê nhà. Tác phẩm chính của ông có Sóc Nam hành kính. Tuy nhiên, công đáng kể của ông chính là khởi xướng (và khởi công biên soạn tập đầu tiên) việc sưu tập tác phẩm của các tác giả dòng họ Ngô Thì, nhờ vậy mà ngày nay văn học Việt Nam có được bộ sách Ngô gia văn phái đồ sộ.
7. Ngô Thì Điển (?-?), tự: Kính Phủ, hiệu: Tĩnh Trai, là con trai trưởng của Ngô Thì Nhậm. Lúc trẻ, ông từng là Giám sinh ở Quốc tử giám, có đi dạy học ở Bắc Giang, và có ở Huế khoảng 10 năm, nhưng không rõ ông có làm quan cho nhà Nguyễn hay không. Ông mất năm nào không rõ. Tác phẩm của ông chỉ có tập Dưỡng chuyết thi văn (Thơ văn nuôi dưỡng cái chí vụng về). Theo đề xướng của chú là Ngô Thì Trí, ông đã ra sức biên tập và làm ra bộ sách Ngô gia văn phái.
8. Ngô Thì Hoàng (1768-1814), còn có tên là Tịnh, hiệu: Huyền Trai, biệu hiệu: Thạch Ổ cư sĩ, là con trai của Ngô Thì Sĩ. Năm Đinh Mão (1807), ông thi đỗ tú tài dưới triều Nguyễn. Tác phẩm của ông chỉ có Thạch Ổ di chương.
9. Ngô Thì Du (1772-1840), tự: Trưng Phủ, hiệu: Văn Bác, là con trai của Ngô Thì Đạo. Dưới triều Nguyễn, ông được bổ làm Đốc học Hải Dương. Nhưng chẳng bao lâu sau, ông xin được từ chức, về ở quê nhà. Tác phẩm chính của ông là quyển Trưng Phủ công thi văn.
10. Ngô Thì Hương (1774-1821) còn có tên là Vị, tự: Thành Phủ, hiệu: Ước Trai, là con trai của Ngô Thì Sĩ. Ông lớn lên trong cảnh gia đình họ Ngô Thì đã sa sút, cha đã qua đời và anh cả là Ngô Thì Nhậm thì đang gặp chuyện phiền phức. Khi Gia Long lên ngôi (1802), ông làm quan triều Nguyễn, và 2 lần được cử đi sứ sang Trung Quốc. Tác phẩm chính của ông là: Mai dịch thú dư (Cỗ xe sứ trạm), Thù phụng toàn tập (Toàn tập xướng họa)...
11. Ngô Thì Hiệu (1791-1830), tự: Tử Thị, hiệu: Dưỡng Hiên, biệt hiệu: Hoa Lâm tản nhân, là con trai của Ngô Thì Nhậm. Tuy ông chỉ là Giám sinh nhưng sáng tác khá nhiều thơ văn. Tác phẩm chính của ông là: Nam du thi tập, Lạng hành ký sự, Quan ngư ký, Khôn trinh ký lục, Dạ trạch phú ký...
12. Ngô Thì Giai (1818-1881), tự: Cường Phù, hiệu: Vân Lâm cư sĩ, biệt hiệu: Thanh Xuyên, là con trai của Ngô Thì Hiệu. Ông là danh sĩ đời vua Tự Đức, có nhiều thơ văn được chép trong bộ sách Ngô gia văn phái, và ông cũng là người cuối cùng được biên chép trong bộ sách này. Con ông là Ngô Giáp Đậu, tác giả sách quyển truyện lịch sử Hoàng Việt hưng long chí.
13. Ngô Thì Thập (?-?) tham gia viết Hoàng Lê nhất thống chí.
14. Ngô Thì Lữ, Hiệp trấn Hải Dương, con Ngô Thì Chí.
15. Ngô Giáp Đậu (1853-1929), là con trai của Ngô Thì Giai. Năm 1891, ông thi đỗ cử nhân khoa Tân Mão tại trường thi Hà Nam (tức trường Hà Nội và Nam Định hợp thi), được bổ làm hành tẩu, sau chuyển sang ngạch học quan từ chức giáo thụ lên đến chức đốc học. Ông là người suốt đời tận tụy với nghề dạy học và biên soạn sách (đa phần là sách sử). Tác phẩm của ông gồm có: Hoàng Việt hưng long chí (chữ Hán, soạn từ năm 1899-1904): là một truyện chương hồi, viết về lịch sử xây dựng vương triều Nguyễn, từ Nguyễn Hoàng (1524-1613) đến Gia Long (1762-1820); Trung học Việt sử toát yếu (chữ Hán, 4 quyển, soạn năm:?, in năm 1911): Tóm lược lịch sử Việt Nam biên niên dành cho bậc trung học; Đại Nam Quốc túy (soạn năm 1908): tập hợp 1.800 câu thành ngữ, tục ngữ và 600 câu ca dao Việt Nam. Đề tựa và lời dẫn đều bằng văn xuôi Nôm; Hiện kim Bắc Kỳ địa dư sử (soạn 1908): là cuốn địa lý, lịch sử Bắc Kỳ cuối thế kỷ 19 đến đầu thế kỷ 20; Trung học Việt sử biên niên toát yếu (chữ Hán, soạn năm:?, in năm 1911): Sách giáo khoa tóm lược lịch sử Việt Nam dành cho bậc trung học; Mạnh học Trung cao đẳng giáo khoa thư (chữ Nôm, soạn năm 1913): Sách giáo khoa mở đầu bậc trung cao đẳng; Thanh Oai Ngô gia thế phả (soạn năm:?): Gia phả các đời của họ Ngô. Đây là tài liệu quí cho việc tìm hiểu nhiều tác gia của Ngô gia văn phái.

## Nhận xét
- Nguyễn Lộc[1].: "Ngô gia văn phái đã phản ánh được rất nhiều mặt, như: tình hình đời sống xã hội, chính trị, văn hóa, văn học...của nước Việt Nam, trải qua các triều đại nhà Hậu Lê, nhà Tây Sơn và nhà Nguyễn (tức nửa cuối thế kỷ 18 đến một phần của thế kỷ 19). Cùng thời với họ Ngô Thì ở Tả Thanh Oai, có thể kể đến họ Nguyễn ở Tiên Điền (Hà Tĩnh), họ Nguyễn Huy ở Trường Lưu (Hà Tĩnh), nhưng có lẽ không một họ nào ở nước Việt có đông đảo người sáng tác, trước tác với một quy mô rộng lớn và phong phú như họ Ngô Thì. Tuy nhiên, do mức độ tài năng, quan điểm xã hội và nhân sinh của mỗi người nên giá trị của từng tác giả, từng tác phẩm có chỗ không đồng đều".